# رافا سوارس
رافا سوارس (انگلیسی: Rafa Soares؛ زادهٔ ۹ مهٔ ۱۹۹۵ ‏(۲۹ سال)) بازیکن فوتبال اهل پرتغال است که در پست مدافع چپ برای باشگاه پائوک در سوپر لیگ فوتبال یونان بازی می‌کند.
وی همچنین در تیم‌های ملی فوتبال زیر ۱۶ سال پرتغال، زیر ۱۷ سال پرتغال، زیر ۱۸ سال پرتغال، زیر ۱۹ سال پرتغال، زیر ۲۰ سال پرتغال، و زیر ۲۱ سال پرتغال بازی کرده‌است.